# Stadio Renato Dall’Ara
Das Stadio Renato Dall’Ara ist ein Fußballstadion mit Leichtathletikanlage in der italienischen Stadt Bologna, Region Emilia-Romagna. Es ist nach dem langjährigen Präsidenten des ortsansässigen Fußballclubs FC Bologna, benannt, der hier seine Heimspiele austrägt. Die Anlage verfügt heute über 36.462 Plätze.

## Geschichte
Das Stadio Renato Dall’Ara wurde zwischen 1925 und 1927 erbaut und am 29. Mai 1927, mit einem Freundschaftsspiel zwischen Italien und Spanien (2:0) eingeweiht. Der ursprüngliche Name der Arena war Stadio Littoriale, die Zuschauerkapazität lag bei über 50.000. Zur Einweihung sollen sich sogar 60.000 Zuschauer im Stadion gedrängt haben. Das Spielfeld umgab eine Leichtathletikbahn und gegenüber der Haupttribüne befand sich ein großes Marathontor. Das Stadion beherbergte während der Weltmeisterschaft 1934 zwei Spiele. Nach dem Sturz des faschistischen Regimes erfolgte die Umbenennung in „Stadio Comunale“. Im Jahr 1983 bekam die Spielstätte schließlich ihren heutigen Namen, sie wurde nach Renato Dall’Ara benannt, der 30 Jahre lang Präsident des FC Bologna war und im Jahr 1964, drei Tage vor dem Ausscheidungsspiel um die italienische Meisterschaft gegen Inter Mailand, starb.

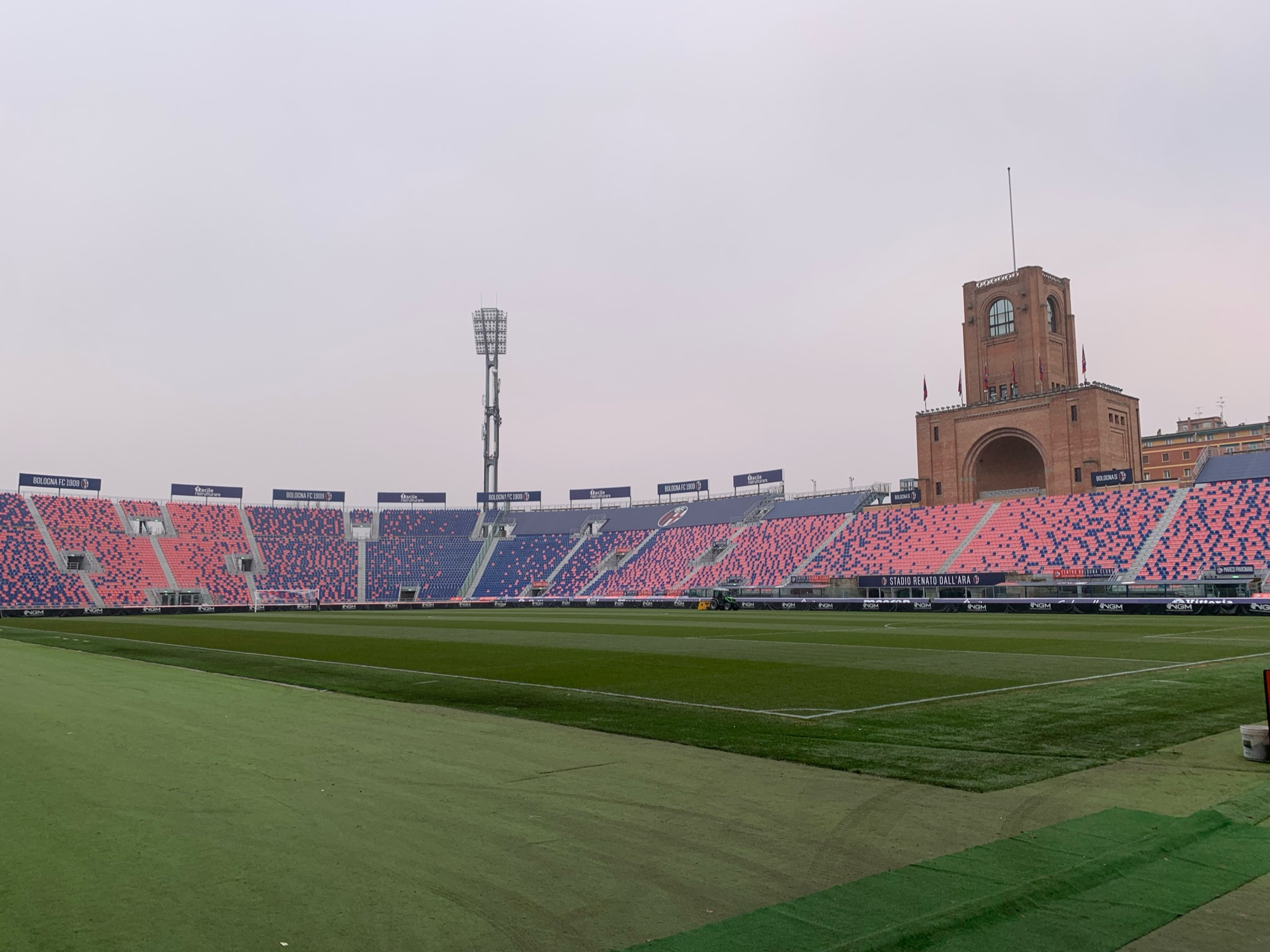
Das Stadio Renato Dall’Ara im Dezember 2021

Zur Weltmeisterschaft 1990 wurde das Stadio Renato Dall’Ara grundlegend saniert und die Flutlichtanlage erneuert. Die Kapazität sank auf 39.444 Sitzplätze.

## Umbau

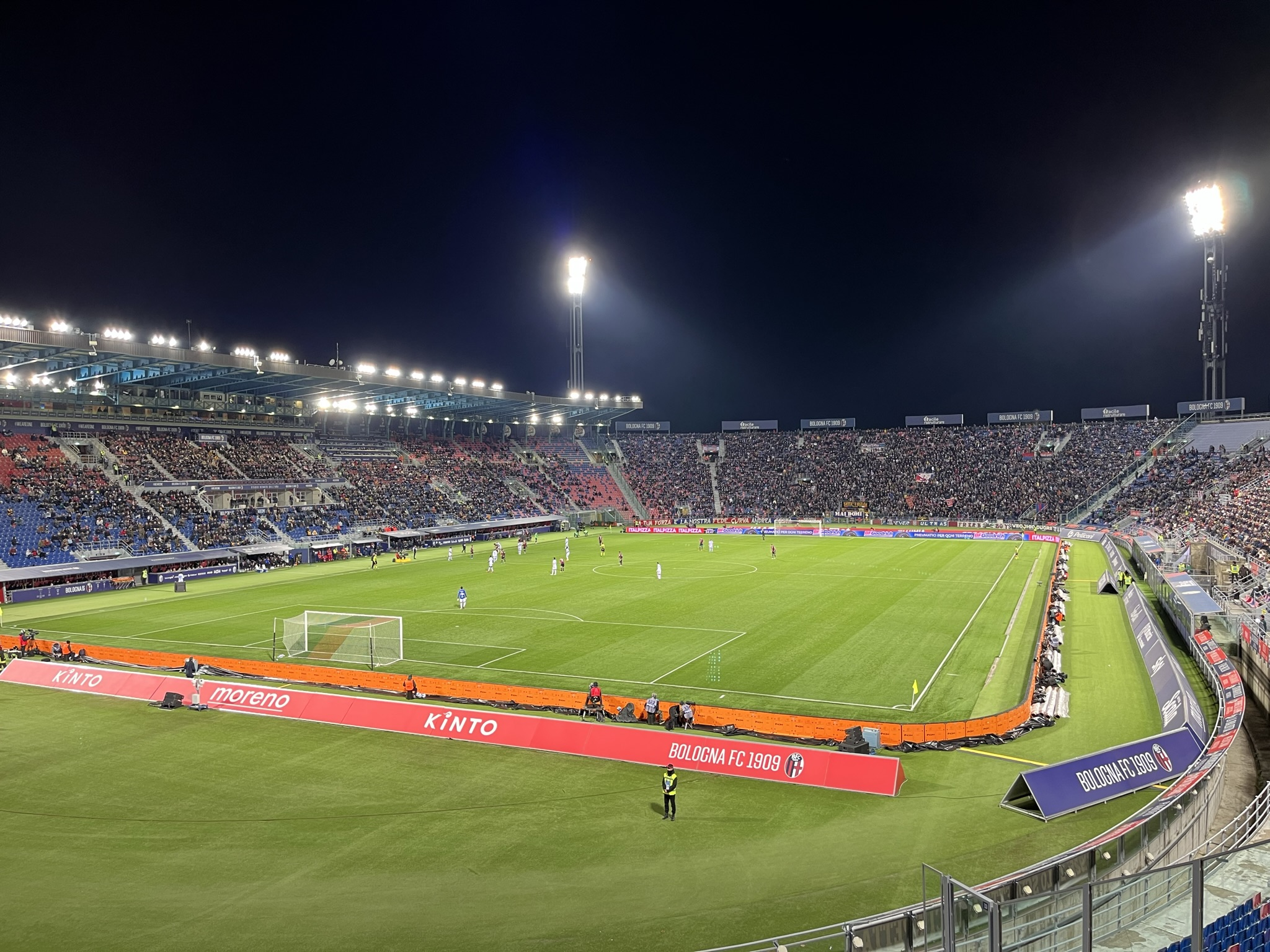
Das Stadio Renato Dall’Ara während eines Serie A Spiels zwischen Bologna und Sampdoria Genua (April 2022)

Seit 2016 sind Renovierungsarbeiten am Stadion beschlossen.[veraltet] Zunächst sollten die Bauarbeiten 2018 beginnen, wurden aber auf 2019 verschoben. Direkt nach der U-21-Fußball-Europameisterschaft 2019, wo das Stadio Renato Dall’Ara als Spielort zum Einsatz kommt, soll mit dem Umbau begonnen werden. Unklar ist noch, wo der FC Bologna während der Bauarbeiten seine Heimspiele austragen wird. Möglich wäre ein Umzug in das 40 km entfernte Stadio Alberto Braglia in Modena. Dies möchte der Verein aber verhindern, damit die Fans nicht ständig zu Auswärtsspielen reisen müssen. Ein weiteres Szenario sieht den Bau eines temporären Stadions vor. Es werden dafür Standorte geprüft. Dann müsste der FC Bologna neben dem Umbau auch die Übergangsspielstätte finanzieren. Des Weiteren steht die Möglichkeit der abschnittsweisen Renovierung, bei dem der Spielbetrieb weitergeführt werden kann, im Raum. So verfuhr man auch bei den Umbauarbeiten für die WM 1990. Wie Vereinspräsident Claudio Fenucci im August 2018 in einem Interview mit dem Corriere dello Sport angab, wird das Stadio Renato Dall’Ara nach den Renovierungsarbeiten 27.000 Plätze bieten. Bei Bedarf wäre eine Steigerung auf 29.500 Besucher möglich.  Um die Sportstätte sollen 1.500 Parkplätze entstehen. Die Tribünen, bisher durch die Kunststoffbahn vom Spielfeld getrennt, werden näher an das Spielgeschehen heranrücken. Mit Einrichtungen wie Bars, Restaurants oder Fitnessstudios soll die Attraktivität der Anlage an spielfreien Tagen erhöht werden. Die Arbeiten werden während des laufenden Spielbetriebs durchgeführt. Angaben zu Kosten und Finanzierung gibt es bisher nicht. Genauere Pläne sollen im September des Jahres veröffentlicht werden.
Der endgültige Entwurf wurde der Stadt am 6. Mai 2021 von der Bologna Stadio S.p.A. vorgelegt. Die Bologna Stadio S.p.A. wurde im Februar 2020 vom Fußballclub gegründet, um sich um das Umbauprojekt zu kümmern. Des Weiteren legte man der Stadt einen Vertrag mit einer Pacht des Stadions über 40 Jahre durch den FC Bologna vor. Die Gesamtkosten sollen sich auf 100 Mio. Euro belaufen. Der FC Bologna mit Eigentümer Joey Saputo sollen 60 Mio. Euro der Kosten übernehmen. 20 der 60 Mio. soll das Istituto per il Credito Sportivo, welches zu rund 80 Prozent dem italienischen Wirtschafts- und Finanzministerium gehört, beisteuern. Die restlichen 40 Mio. Euro werden von der Stadt Bologna finanziert. Nach Fertigstellung wird das Stadio Renato Dall’Ara im Besitz der Stadt bleiben. Es folgt eine Entscheidungsfindung über rund 120 Tage statt, in der Behörden oder weitere Institutionen wie die Präfektur von Bologna, das Gesundheitsamt, die Feuerwehr, der Umweltschutzdienst und das Energieunternehmen Einwände gegen das Projekt erheben können. Dies soll im September 2021 abgeschlossen werden. Es sollen innerhalb weiterer 90 Tage die Ausschreibung für die Umbauarbeiten abgeschlossen werden. Der Beginn der Bauarbeiten ist für Sommer/Herbst 2022 geplant.
Während der Umbauten wird der FC Bologna in ein temporäres Stadion umziehen. Als Standort wurde eine Fläche des Agri-Food Centre of Bologna ausgewählt. Auf dem Gelände befindet sich auch die 100.000 m² große FICO Eataly World, der nach eigenen Angaben der größte Agri-Food-Freizeitpark der Welt ist. Die gab der CEO des Parks bekannt. Der FC Bologna hat sich dazu bisher nicht geäußert. Die FICO Arena soll etwa 16.000 Plätze bieten und die Kosten auf 12 bis 15 Mio. Euro belaufen, die der FC Bologna trägt. Beide Parteien sollen davon profitieren. So könnte der FC Bologna die vorhandenen Parkplätze sowie die Logistik des Themenparks nutzen. Im Gegenzug würden Stadionbesucher ebenso Zutritt zur FICO Eataly World erhalten. Nach der Rückkehr in das Stadio Renato Dall’Ara soll es verkleinert werden und für Jugend- und Frauenfußball sowie für Konzerte und weitere Veranstaltungen genutzt werden.

## Spiele der Fußball-Weltmeisterschaft

### Spiele der WM 1934 im „Stadio Littoriale“
- 27. Mai 1934:  Schweden –  Argentinien 3:2 (15.000 Zuschauer)
- 31. Mai 1934:  Österreich –  Ungarn 2:1 (25.000 Zuschauer)

### Spiele der WM 1990 im „Stadio Renato Dall’Ara“
- 09. Juni 1990:  Vereinigte Arabische Emirate –  Kolumbien 0:2 (30.791 Zuschauer)
- 14. Juni 1990:  Jugoslawien –  Kolumbien 1:0 (32.257 Zuschauer)
- 19. Juni 1990:  Jugoslawien –  Vereinigte Arabische Emirate 4:1 (27.833 Zuschauer)
- 26. Juni 1990:  England –  Belgien 1:0 n. V. (34.520 Zuschauer)